# Новый Городок (Акмолинская область)
Новый Городок (каз. Новый Городок) — село в Сандыктауском районе Акмолинской области Казахстана. Входит в состав Максимовского сельского округа. Код КАТО — 116451300.

## География
Село расположено в южной части района на берегу реки Жабай в 34 км на юго-запад от центра района села Балкашино, в 17 км на юг от центра сельского округа села Максимовка.

### Улицы[3][4]
- ул. Жабай,
- ул. Мира,
- ул. Школьная.

### Ближайшие населённые пункты
- село Владимировка в 9 км на севере,
- село Спасское в 9 км на юге,
- село Арбузинка в 11 км на юго-востоке.
- село Новосёловка в 12 км на западе,
- село Богородка в 15 км на востоке,

## Население
В 1989 году население села составляло 380 человек (из них русских 55%, немцев 26%).
В 1999 году население села составляло 301 человек (150 мужчин и 151 женщина). По данным переписи 2009 года, в селе проживало 176 человек (86 мужчин и 90 женщин).
| Численность населения | Численность населения | Численность населения |
| 1989                  | 1999                  | 2009                  |
| --------------------- | --------------------- | --------------------- |
| 380                   | ↘301                  | ↘176                  |